# Phthiracarus shirakamiensis
Phthiracarus shirakamiensis är en kvalsterart som beskrevs av K. Fujikawa 2004. Phthiracarus shirakamiensis ingår i släktet Phthiracarus och familjen Phthiracaridae. Inga underarter finns listade i Catalogue of Life.